# 里田原歴史民俗資料館
里田原歴史民俗資料館（さとたばるれきしみんぞくしりょうかん）は、長崎県平戸市田平町里免にある平戸市営の資料館。

## 概要
資料館近くの弥生時代の耕作遺構である里田原遺跡から出土した遺物等の収蔵及び展示を目的として、1982年（昭和57年）11月に開館した。

## 主な収蔵展示品
ほとんどが里田原遺跡の出土品である。
- 木製農業用具（鍬、鋤など）
- 祭祀用具
- 食器類
- 民俗資料（昭和30年代頃までの農機具、神輿など）

## 施設情報
- 住所：平戸市田平町里免236番地2
- 開館時間：午前9時 - 午後5時
- 休館日：毎週水曜日および12月29日 - 1月3日
- 利用料金（団体割引あり）
  - 一般：200円
  - 小中学生・高校生：100円

## アクセス
- 松浦鉄道たびら平戸口駅より徒歩約15分。
- 西肥バス「やよい幼稚園前」バス停下車。